# Richard Mayo
Pour les articles homonymes, voir Mayo.
Richard Mayo (né le 12 juin 1902 à Dorchester dans le Massachusetts et mort le 10 novembre 1996 à Boca Raton) est un pentathlonien américain. Il participe aux Jeux olympiques d'été de 1932 et remporte la médaille de bronze dans la compétition individuelle. Officier de l'armée des États-Unis de 1926 à 1956, il a été combattant pendant la Seconde Guerre mondiale et la guerre de Corée. Il commandait le 17e Field Artillery Group, le 5e Field Artillery Group et Fort Stewart.

## Palmarès

### Jeux olympiques
- Jeux olympiques de 1932 à Los Angeles,  États-Unis
  -  Médaille de bronze[1].